# C.O.S.M.O.S. 〜秋桜〜
「C.O.S.M.O.S. 〜秋桜〜」（コスモス）は、三代目 J Soul Brothers from EXILE TRIBEの通算14枚目のシングルである。2014年10月15日にrhythm zoneから発売された。

## 概要
- 本作は、「S.A.K.U.R.A.」、「R.Y.U.S.E.I.」に次ぐ、2014年春夏秋冬シリーズの第三弾となる「秋」[5]。
- 「CD＋DVD」と「CDのみ」の2形態での発売。

## 収録曲

### CD
1. C.O.S.M.O.S. 〜秋桜〜 [4:12]
作詞：小竹正人、作曲：Hiroki Sagawa, Ryosuke Saito、編曲：中野雄太
  - Samantha Tiara & Samantha Thavasa “サマンサティアラ ジュエリー”CMソング。
  - ハウステンボスCMソング。
2. Glory [3:53]
作詞：Amon Hayashi, SHOKICHI、作曲：HIKARI, SIRIUS, BIG-F
  - エースコック「スーパーカップ」CMソング。
  - EXILE SHOKICHIがラップで参加している。
3. C.O.S.M.O.S. 〜秋桜〜（Instrumental）
4. Glory（Instrumental）

### DVD
1. C.O.S.M.O.S. 〜秋桜〜（Music Video）

## 収録アルバム
| 収録アルバム            | 楽曲                  | 曲順 |
| ----------------------- | --------------------- | ---- |
| PLANET SEVEN            | Glory                 | 4    |
| PLANET SEVEN            | C.O.S.M.O.S. 〜秋桜〜 | 5    |
| THE JSB WORLD (DISC-2)  | C.O.S.M.O.S. 〜秋桜〜 | 15   |
| THE JSB WORLD (DISC-2)  | Glory                 | 16   |
| BEST BROTHERS (DISC-01) | C.O.S.M.O.S. 〜秋桜〜 | 11   |